# Remora albescens
Remora albescens – gatunek morskiej ryby okoniokształtnej z rodziny podnawkowatych. 
Występowanie: ciepłe wody wszystkich oceanów.

## Opis
Osiąga do 30 cm długości.